# Cục Di sản văn hóa (Việt Nam)
Cục Di sản văn hóa là cơ quan trực thuộc Bộ Văn hóa, Thể thao và Du lịch, có chức năng tham mưu giúp Bộ trưởng thực hiện chức năng quản lý nhà nước và tổ chức thực thi pháp luật về di sản văn hóa trên phạm vi cả nước; quản lý các dịch vụ công thuộc lĩnh vực di sản văn hóa theo quy định của pháp luật.
Chức năng, nhiệm vụ, quyền hạn và cơ cấu tổ chức của Cục Di sản văn hóa được quy định tại Quyết định số 616/QĐ-BVHTTDL ngày 11 tháng 3 năm 2025 của Bộ trưởng Bộ Văn hóa, Thể thao và Du lịch.

## Lịch sử hình thành và phát triển
- Xem chi tiết: Lịch sử hình thành và phát triển của Cục Di sản văn hóa Lưu trữ ngày 18 tháng 2 năm 2022 tại Wayback Machine

1. Vụ Bảo tồn bảo tàng thuộc Bộ Văn hóa (17/9/1959 - 3/10/1970).
2. Cục Bảo tồn Bảo tàng thuộc Bộ Văn hóa và Thông tin (3/10/1970 - 28/4/1978).
3. Vụ Bảo tồn Bảo tàng thuộc Bộ Văn hóa và Thông tin (28/4/1978 - 27/3/1985).
4. Cục Bảo tồn Bảo tàng thuộc Bộ Văn hóa (27/3/1985 - 28/5/1988).
5. Vụ Bảo tồn Bảo tàng thuộc Bộ Văn hóa - Thông tin, Thể thao và Du lịch (28/5/1988 - 3/5/1995).
6. Cục Bảo tồn Bảo tàng thuộc Bộ Văn hóa - Thông tin (3/5/1995 - 11/6/2003).
7. Cục Di sản văn hóa thuộc Bộ Văn hóa - Thông tin (16/7/2003 - 16/1/2008).
8. Cục Di sản văn hóa thuộc Bộ Văn hóa, Thể thao và Du lịch (16/01/2008 - nay).

## Nhiệm vụ và quyền hạn
Theo Điều 2, Quyết định số 616/QĐ-BVHTTDL ngày 11 tháng 3 năm 2025 của Bộ trưởng Bộ Văn hóa, Thể thao và Du lịch, Cục Di sản văn hóa có các nhiệm vụ, quyền hạn chính:
- Trình Bộ trưởng để trình Thủ tướng Chính phủ quyết định:

1. Đề nghị Tổ chức Giáo dục, Khoa học và Văn hóa của Liên Hợp Quốc (UNESCO) công nhận di sản văn hóa và thiên nhiên tiêu biểu của Việt Nam là Di sản thế giới.
2. Phương án xử lý đối với tài sản là di sản văn hóa theo quy định của pháp luật.

- Thực hiện chức năng quản lý nhà nước về:

1. Bảo tàng.
2. Di vật, cổ vật, bảo vật quốc gia.
3. Di tích.
4. Di sản văn hóa phi vật thể.
5. Di sản tư liệu.
6. Thông tin - tư liệu (liên quan đến di sản văn hóa).

## Lãnh đạo Cục
- Cục trưởng: Lê Thị Thu Hiền
- Phó Cục trưởng:
  - Nông Quốc Thành
  - Trần Đình Thành
  - Phạm Định Phong

## Cơ cấu tổ chức
(Theo Điều 3, Quyết định số 616/QĐ-BVHTTDL ngày 11 tháng 3 năm 2025 của Bộ trưởng Bộ Văn hóa, Thể thao và Du lịch)
- Văn phòng Cục
- Phòng Quản lý di tích
- Phòng Quản lý di sản văn hóa phi vật thể
- Phòng Quản lý bảo tàng và di sản tư liệu